# Gyuris Beáta
Gyuris Beáta (Gyöngyös, 1970. június 10. –) nyelvész, a nyelvtudomány doktora, a Nyelvtudományi Intézet tudományos főmunkatársa, az ELTE Bölcsészettudományi Kar Elméleti Nyelvészet kihelyezett tanszékének oktatója. Kutatási területei a szemantika, a formális szemantika és a pragmatika.

## Életpályája
Gyöngyössolymoson nőtt fel. Egyetemi tanulmányait a debreceni Kossuth Lajos Tudományegyetemen végezte; 1993-ban szerzett diplomát matematika és angol nyelv szakos középiskolai tanárként. 1993 és 1997 között tanársegédként dolgozott a Kossuth Lajos Tudományegyetem Általános és Alkalmazott Nyelvészet tanszékén. 1997-ben került  fiatal kutatóként a Magyar Tudományos Akadémia Nyelvtudományi Intézetébe, itt 2001-ig tudományos segédmunkatársként, majd 2007-ig tudományos munkatársként, és 2007-től tudományos főmunkatársként kutat. Posztgraduális tanulmányait az ELTE-BTK Nyelvtudományi Doktori Iskolájában, az Elméleti nyelvészet doktori programon végezte Kálmán László témavezetése alatt. Doktori disszertációját 2003-ban védte meg. Kutatási tevékenységével párhuzamosan több hazai felsőoktatási intézményben oktat nyelvészeti tárgyakat. A 2018-2019-es tanévben a Bécsi Egyetem Finnugor Tanszékének volt vendégprofesszora. Angol, német és magyar nyelven oktat és publikál. Élettársa Hans-Martin Gärtner nyelvész.

## Nyelvészeti munkássága
Doktori értekezésének  témája a magyar kontrasztív topik jelensége. Foglalkozott a kvantorok szemantikájával, a magyar mondat információs szerkezetével, illetve az információs szerkezet és a prozódia összefüggéseivel. Jelenleg érdeklődése homlokterében a grammatika és a pragmatika összefüggései állnak: a diskurzuspartikulák formális leírási lehetőségeit tanulmányozza, továbbá a kérdő mondatok pragmatikai problémáit kutatja. Az elméleti szemantikai pragmatikai kutatások mellett kísérletes vizsgálatokat is végez. A kísérletes pragmatikai irányzat (Experimental Pragmatics) egyik első magyarországi képviselője.

## Oktatási tevékenysége
Az ELTE-MTA Elméleti Nyelvészet szakán oktat nyelvészeti bevezető tárgyakat, logikát, szemantikát, formális szemantikát és pragmatikát. Emellett a Pázmány Péter Katolikus Egyetem Bölcsészettdományi Karán óraadóként oktat nyelvészeti tárgyakat. 2007 óta rendszeresen témavezetője alap- és mester szintű szakdolgozatoknak és PhD disszertációknak. Témavezetője volt Molnár Cecília Sarolta 2019-ben megvédett az ugye partikuláról szóló disszertációjának.

## Fontosabb művei

### Könyvek, könyvfejezetek, szerkesztés

#### Disszertáció
- The Semantics of Contrastive Topics in Hungarian. ELTE. 2003.

#### Monográfiák
- Gyuris Beáta – Maleczki Márta – Varasdi Károly. Formális szemantika. Szeged, 2008. JATEPress.
- The Semantics and Pragmatics of the Contrastive Topic in Hungarian. The Library of the Hungarian Academy of Sciences and Lexica Ltd. Budapest. 2009.

#### Szerkesztett kötetek
- Gyuris Beáta – Kálmán László – Chris Piñón – Varasdi Károly (szerk.) Proceedings of the Ninth Symposium on Logic and Language. Budapest, Research Institute for Linguistics, Hungarian Academy of Sciences & Theoretical Linguistics Programme, Eötvös Loránd University. 2006.
- Proceedings of the First Central European Student Conference in Linguistics. Budapest, Research Institute for Linguistics, Hungarian Academy of Sciences. 2006.
- Gärtner, Hans-Martin – Gyuris Beáta (szerk.) A special issue on ‘Pragmatic markers in Hungarian.’ Acta Linguistica Hungarica 59(4). 2012.
- Gyuris Beáta – Mády Katalin – Recski Gábor (szerk.) K + K = 120. Papers dedicated toLászló Kálmán and András Kornai on the occasion of their 60th birthdays. Budapest: MTA Nyelvtudományi Intézet. 2017.

### Fontosabb cikkek, tanulmányok
- Gyuris, B., & Jackson, S. R. Scope marking and prosody in Hungarian. Glossa: a journal of general linguistics, 3(1), 83. DOI: http://doi.org/10.5334/gjgl.311. 2018
- Ugye in Hungarian: towards a unified analysis. In: Bartos, H., M. den Dikken, Z. Bánréti, T. Váradi (szerk.) Boundaries Crossed, at the Interfaces of Morphosyntax, Phonology, Pragmatics and Semantics. [Studies in Natural Language & Linguistic Theory]. Springer. 2018. 199-212.
- On two types of polar interrogatives in Hungarian and their interaction with inside and outside negation. Dimroth, Christine & Stefan Sudhoff (szerk.): The Grammatical Realization of Polarity Contrast. Theoretical, empirical, and typological approaches. [LA 249] Amsterdam: Benjamins. 2018.
- Thoughts on the semantics and pragmatics of rising declaratives in English and of their Hungarian counterparts. In: Beáta Gyuris, Katalin Mády and Gábor Recski (szerk.) 2017. K + K = 120. Papers dedicated to László Kálmán and András Kornai on the occasion of their 60th birthdays.[halott link] Budapest: MTA Nyelvtudományi Intézet. 2018
- Gyuris, Beáta, Cecília Sarolta Molnár and Katalin Mády. A magyar eldöntendő kérdő mondatok használatának tanulmányozása kísérletes módszerekkel. In: Zoltán Bánréti (ed.) Általános Nyelvészeti Tanulmányok XXIX. Kísérletes nyelvészet. Budapest: Akadémiai Kiadó, 2017. 53-75.
- Gärtner, Hans-Martin and Beáta Gyuris 2017. On delimiting the space of bias profiles for polar interrogatives. Linguistische Berichte Heft 251: 293-316.
- New perspectives on bias in polar questions: a study of Hungarian -e. International Review of Pragmatics 9.1: 1-50. doi: 10.1163/18773109-00000003. 2017.
- The interpretation of a "contrast-marking" particle. In: Lee, Chungmin, Ferenc Kiefer and Manfred Krifka (eds.) Contrastiveness in information structure, alternatives and scalar implicatures. (Studies in Natural Language and Linguistic Theory 91.) Springer International Publishing, Switzerland, 83-100. 91, DOI 10.1007/978-3-319-10106-4_5. 2017.
- A magyar nyelv tagadószós eldöntendő kérdő mondatainak jelentéséhez.[halott link] Jelentés és Nyelvhasználat 3: 169–190. 2016.
- Gyuris, Beáta and Molnár, Cecília Sarolta. Jól emlékszem, hogy erről a jelenségről nem írt még senki?. In: Kas Bence (ed.) "Szavad ne feledd!" Tanulmányok Bánréti Zoltán tiszteletére. Budapest: Magyar Tudományos Akadémia Nyelvtudományi Intézet, 179-198. 2016.
- Topiktests und Topikpositionen im Ungarischen: Ergebnisse und theoretische Bewertung einer Korpusanalyse. In: Dalmas, Martine, Cathrine Fabricius-Hansen, Horst Schwinn (eds.) Variation im europaischen Kontrast.Untersuchungen zum Satzanfang im Deutschen, Franzosischen, Italienischen, Norwegischen, Polnischen und Ungarischen. De Gruyter, Berlin, 157-188. DOI (Chapter): 10.1515/9783110444612-006. 2016.
- Gärtner, Hans-Martin and Beáta Gyuris. A Note on Quotative Inversion in Hungarian. Finno-Ugric Languages and Linguistics 3/1-2. 2014.
- Gyuris, Beáta and Katalin Mády. Contrastive topics between syntax and pragmatics in Hungarian: an experimental analysis. In: Rebekah Baglini, Timothy Grinsell, Jonathan Keane, Adam Roth Singerman and Julia Thomas (eds.) CLS 46-1: Proceedings of the forty-sixth annual meeting of the Chicago Linguistic Society. The main session, 147-162. 2014.
- Mády, Katalin, Beáta Gyuris and Ádám Szalontai. Phrase-initial boundary tones in Hungarian interrogatives and exclamatives.[halott link] In: Mertens, Piet and Anne Catherine Simon (eds), Proceedings of the Prosody-Discourse Interface Conference 2013 (IDP-2013). Leuven, September 11-13, 2013, 69-73.
- Gyuris, Beáta and Katalin Mády. Approaching the prosody of Hungarian wh-exclamatives.[halott link] In: Péter Szigetvári (ed.) VLLXX. Papers Presented to László Varga on his 70th Birthday. 2013.
- Megjegyzések a pragmatika tárgyáról és hasznáról. Magyar Nyelv 109. 2013.
- Gärtner, Hans-Martin and Beáta Gyuris. Pragmatic markers in Hungarian: Some introductory remarks. Acta Linguistica Hungarica 59(4): 387-426. 2012.
- The information structure of Hungarian. In: Manfred Krifka and Renate Musan (eds.) The expression of information structure. Mouton de Gruyter, Berlin, 159-186. 2012.
- A hangsúlyos csak diskurzuspartikula interpretációja. In: Márta Maleczki and Enikő Németh T. (eds.) A mai magyar nyelv leírásának újabb módszerei 7. SZTE, Szeged, 157–179. 2009.
- Sentence-types, discourse particles and intonation in Hungarian.[halott link] In: Torgrim Solstad and Arndt Riester (eds.) SinSpeC Volume 5 (June 2009) – Proceedings of Sinn und Bedeutung 13. Stuttgart University, 2009.
- The interpretation of a contrast-marking particle. Archiválva 2020. december 22-i dátummal a Wayback Machine-ben In: Current Issues in Unity and Diversity of Languages. Collection of the Papers selected from the CIL 18. LSK (The Linguistic Society of Korea). (CD-ROM) . 2009.
- Quantificational contrastive topics with verum/falsum focus.[halott link] Lingua 119: 625-649. 2009.
- Rethinking the narrow scope reading of contrastive topic. In: Shaer, Benjamin, Philippa Cook, Werner Frey, and Claudia Maierborn (eds.). Dislocated Elements in Discourse: Syntactic, Semantic and Pragmatic Perspectives. Routledge, London, 284-311. 2009.
- Gyuris, Beáta and Ferenc Kiefer. Az igék lexikai ábrázolása és az eseményszerkezet. In: Kiefer Ferenc (ed.) Strukturális magyar nyelvtan IV. A szótár szerkezete. Budapest, Akadémiai Kiadó, 229-267. 2008.
- A diskurzus-partikulák formális vizsgálata felé. In: Ferenc Kiefer (ed.) Strukturális magyar nyelvtan IV. A szótár szerkezete. Budapest, Akadémiai Kiadó, 639-682. 2008.
- Stylistic postposing or something else?. In: Christopher Piñón and Szilárd Szentgyörgyi (eds.) Approaches to Hungarian 10. Budapest, Akadémiai Kiadó, 187-216. 2008.
- Esettanulmány a hatókör és az információs szerkezet kapcsolatáról. In: Kálmán László (ed.) KB 120 – A titkos kötet. Nyelvészeti tanulmányok Bánréti Zoltán és Komlósy András tiszteletére. MTA Nyelvtudományi Intézet – Tinta Könyvkiadó, 103-116. 2006.
- When Hungarian word order is not so ‘logical’. In: Hans-Martin Gärtner – Sigrid Beck – Regine Eckardt – Renate Musan – Barbara Stiebels (eds.) Between 40 and 60 Puzzles for Krifka. 2006.
- Kiefer, Ferenc and Beáta Gyuris. Szemantika. In: Kiefer Ferenc (ed.) A magyar nyelv. Budapest, Akadémiai Kiadó, 175-221. 2006.
- Ingredients of a semantic theory of contrastive topics. In: Cécile Meier, Matthias Weisgerber (eds.) Proceedings of the Conference "Sub 8 – Sinn und Bedeutung." Arbeitspapier Nr. 117. Fachbereich Sprachwissenschaft. Konstanz, Universität Konstanz, 123-136. 2004.
- Two types of contrastive topics? In: Anita Steube (ed.) Information Structure: Theoretical and Empirical Aspects. Berlin, De Gruyter, 75-96. 2004.
- A new approach to the scope of contrastive topics. In: Benjamin Shaer, Werner Frey, Claudia Maienborn (eds.) Proceedings of the Dislocated Elements Workshop, ZAS Berlin, November 2003. ZASPiL 35: 133-156. 2004.
- É. Kiss, Katalin and Beáta Gyuris 2003. Apparent scope inversion under the rise fall contour. Acta Linguistica Hungarica 50/3-4: 371-404.  2003.
- Az igék jelentése és az eseményszerkezet. In: Kiefer Ferenc (ed.) Igék, főnevek, melléknevek (Előtanulmányok a mentális szótár szerkezetéről), Segédkönyvek a nyelvészet tanulmányozásához XXVIII. Budapest, Tinta Könyvkiadó, 9-32. 2003.
- Contrastive topics and alternatives in event semantics. In: István Kenesei and Péter Siptár (eds.) Approaches to Hungarian 8, Budapest, Akadémiai Kiadó, 187-216. 2002.
- Contrastive Topics in a Possible-Worlds Semantics. In: Gábor Alberti, Kata Balogh and Paul Dekker (eds.) Proceedings of * Az aktuális tagolás és a kvantorok hatóköre. In: Maleczki Márta (ed.) A mai magyar nyelv leírásának újabb módszerei 5. Szeged, SZTE, Általános Nyelvészeti Tanszék, Magyar Nyelvészeti Tanszék, 369-387. 2002.
- Semantic Licensing of VP-Ellipsis. Acta Linguistica Hungarica 48: 59-78. 2001.
- Kvantoros kifejezések és alternatíváik a kontrasztív topikban. In: Kabán Annamária (ed.) Funkcionális mondatperspektíva és szövegszerkesztési stratégia. Miskolc, Miskolci Egyetemi Kiadó, 57-64. 2001.
- On the Semantic Interpretation of amikor ‘when’ and ha ‘if’ Clauses in Hungarian. In: Gábor Alberti, and István Kenesei (eds.) Papers from the Pécs Conference, Approaches to Hungarian. 7. Szeged, JATEPress, 261-271. 2000.
- On the Scopal Properties of Hungarian Quantifiers in Contrastive Topic. In: Kiyomi Kusumoto and Elisabeth Villalta (eds.) UMOP 23: Issues in Semantics. Amherst, MA, GLSA, 43-58. 2000.
- The Interpretation of Adverbial Quantifiers in Contrastive Topic in Hungarian. In: Masako Hirotani, Andries Coetzee, Nancy Hall and Ji-Yung Kim (eds.) NELS 30. Amherst, MA, GLSA, 259-274. 2000.
- Semantic Licensing of VP-Ellipsis. In: Huba Bartos (ed.) Papers in the Mental Lexicon. Research Institute for Linguistics, HAS, Budapest, 67-91. 2000.
- A Pragmatic Account of the Distribution of Hungarian Quantifiers in Contrastive Topic. In: Doximp 3: Graduate Students’ Third Linguistics Symposium. (Working Papers in the Theory of Grammar, Vol. 6, No. 3) Budapest, Research Institute for Linguistics, Hungarian Academy of Sciences, 97-106. 1999.
- Temporális kvantorok a magyarban. In: Büky, László and Márta Maleczki (eds.) A mai magyar nyelv leírásának újabb módszerei 3. Szeged, JATE, 41-58. 1998.
- Subordinate Clauses are Not Always Restrictors. In: Selected Papers of Docsymp 2: Graduate Students’ Second Linguistics Symposium (Working Papers in the Theory of Grammar Vol. 5, No. 2), Budapest, Research Institute for Linguistics, Hungarian Academy of Sciences, 127-138. 1998.
- The Analysis of Hungarian Adverbial Quantifiers in a Generalized Quantifier Framework. In: Robin Cooper and Thomas Gamkrelidze (eds.) Proceedings of the Second Tbilisi Symposium on Language, Logic and Computation, September 16-21, 1997, 126-134. 1998.
- Az univerzális kvantifikáció értelmezése óvodás korban. In: Gábor Székely and Erzsébet Cs. Jónás (eds.) Nyelvek és nyelvoktatás a Kárpát-medencében. 1996.

## Díjai, ösztöndíjai, elismerései
- 1993-ban diplomája átvételekor a Kossuth Lajos Tudományenyetemen dékáni dicséretben részesült kiváló tanulmányi eredményei és közösségi munkája miatt.
- 2002-ben Fiatal Kutatói Díjat nyert az MTA Nyelvtudományi Intézetében.
- 2018-ban elnyerte az MTA Nyelvtudományi Intézetének Szépe György Publikációs Díját.